# ハッブル・ディープ・フィールド

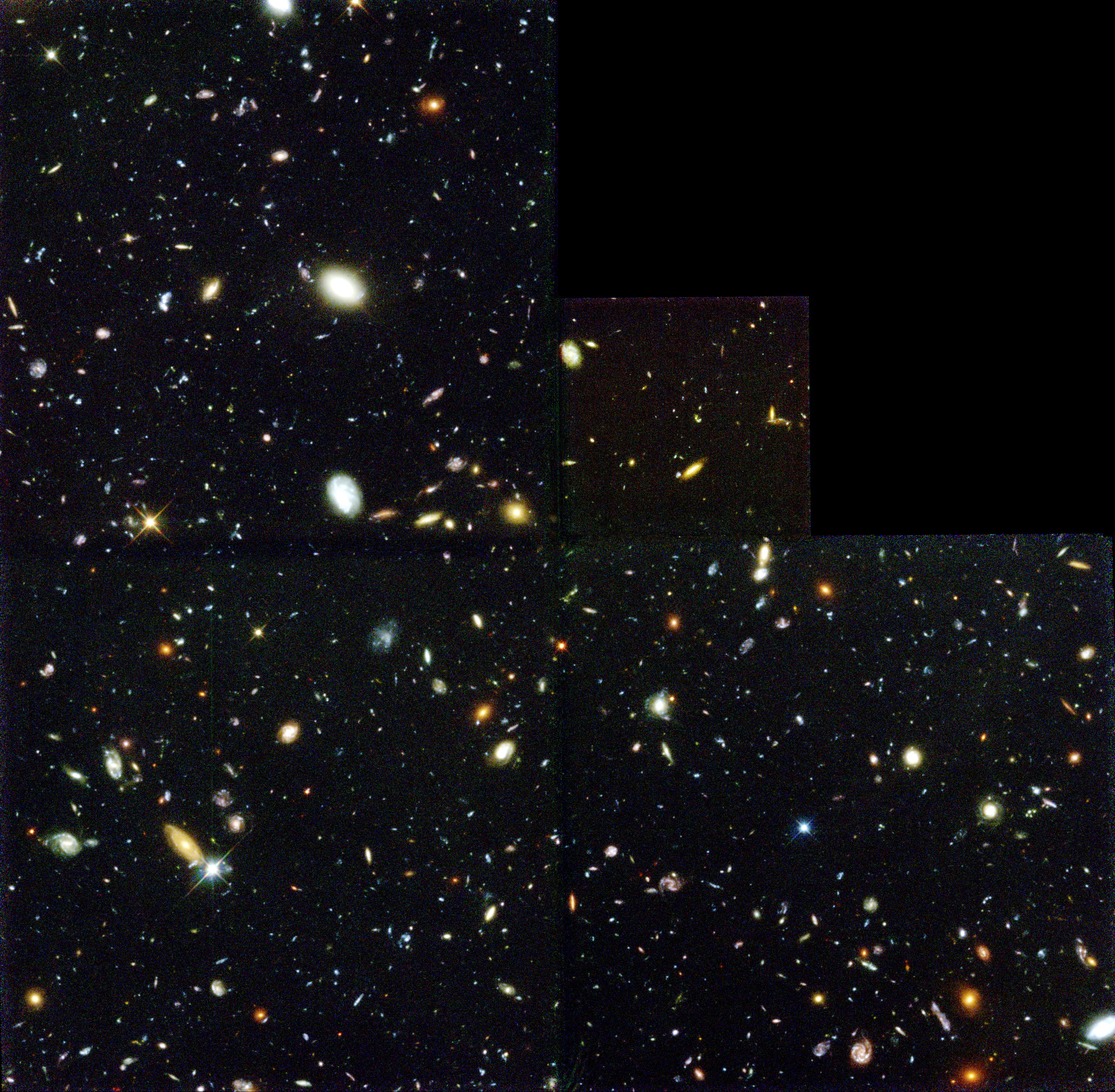
ハッブル・ディープ・フィールド。

ハッブル・ディープ・フィールド（英語: Hubble Deep Field、略称HDF、HDF-N）は、ハッブル宇宙望遠鏡による一連の観測結果に基づいた、おおぐま座の非常に狭い領域の画像である。画像は2.6分角四方であり、これは100メートル先に置いたテニスボールの大きさと同じである。この画像は、1995年12月18日から12月28日まで10日間続けて、ハッブル宇宙望遠鏡の広視野惑星カメラ2(Wide Field and Planetary Camera 2、WFPC2)で撮影された342枚の画像を組み合わせて得られたものである。
撮影された領域は非常に狭く、また画像内には銀河系の星はほとんど写っていない。画像内に写っている約3000の天体のほとんど全てが銀河であり、その中にはかなり若く、かなり遠くにあるものも含まれている。このように非常に多数の若い銀河の姿を明らかにしたために、HDFは初期宇宙を研究する宇宙論において画期的な画像となり、『The Hubble Deep Field: Observations, Data Reduction, and Galaxy Photometry』のように論文の引用回数が1000を超えるものもある。

## 構想

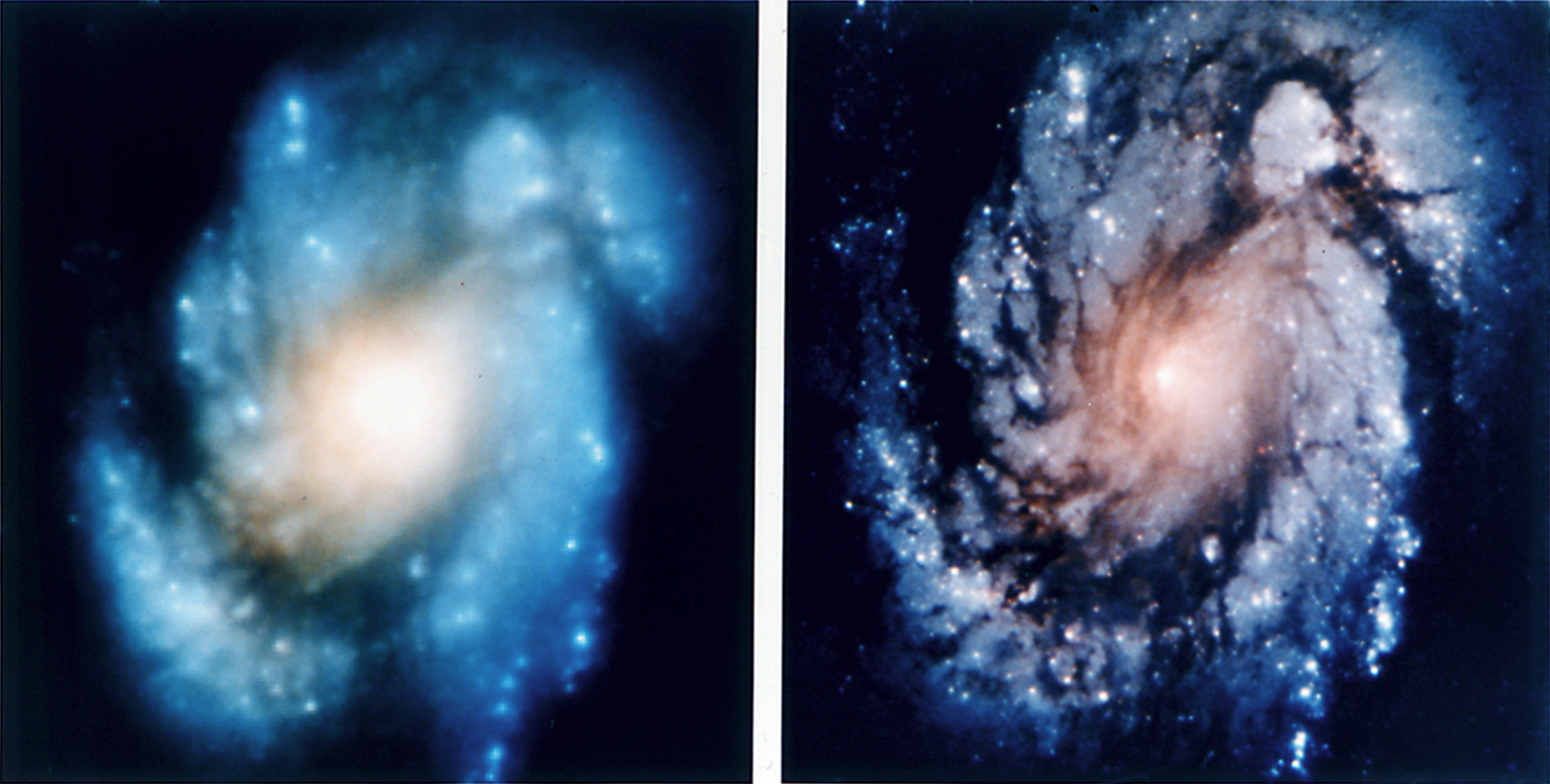
光学系を修正したことでハッブル宇宙望遠鏡の性能は劇的に改善し、遠方の銀河の非常に詳細な画像を撮影できるという希望が生まれた。

ハッブル宇宙望遠鏡を設計した天文学者たちの主な目的の一つは、地上からでは不可能なほどの高い分解能を生かして、遠方の銀河の研究をすることであった。ハッブル宇宙望遠鏡は大気圏より上に位置しているため、地球の大気の影響を受けずに済み、大気の揺らぎや大気光の影響を受ける地上の望遠鏡よりも高感度の可視光や紫外線の写真を撮影することができる（補償光学による適切な補正がなされている場合はかなり影響を抑えることができるが、完全に取り除くことはできない）。望遠鏡が1990年に打ち上げられた直後は、主鏡が製造ミスにより歪んでしまっていたために予定していた性能の15%しか光を集められなかった。
1993年にはスペースシャトルのミッションSTS-61によって鏡の歪みを補正する光学機器を入れたことにより、望遠鏡の優秀な撮影性能がより遠く暗い銀河を研究するのに使われるようになった。他の観測装置が予定されている観測に使われている間には、任意の領域の画像を撮影するためミディアム・ディープ・サーベイ(Medium Deep Survey、MDS)がWFPC2を使っていた。同時に、他の専用のプログラムが既に地上の望遠鏡で知られていた銀河の撮影に使われていた。これらの研究の全てが、現在存在する、あるいは数十億年前に存在した銀河の間にある大きな性質の違いを明らかにしていった。
ハッブル宇宙望遠鏡の観測時間の最大10%までは所長の自由裁量時間(Director's Discretionary、DD)と呼ばれ、通常は超新星のような予測不可能で長続きしない現象を研究したいと思っている天文学者に割り当てられている。ひとたびハッブル宇宙望遠鏡の修正された光学系が上手く働いていることが分かると、当時宇宙望遠鏡科学研究所の所長だったロバート・ウィリアムズは、1995年中、自分のDDのかなりの割合を遠方の銀河の研究に充てることを決めた。ある特別な研究助言委員会は、銀緯が高い「典型的な」空の一区域を、いくつかのフィルターを使って撮影するのに広視野惑星カメラ2を使うべきだと助言した。この計画を練り上げ実行するために作業部会が設置された。

## 目標領域の選定

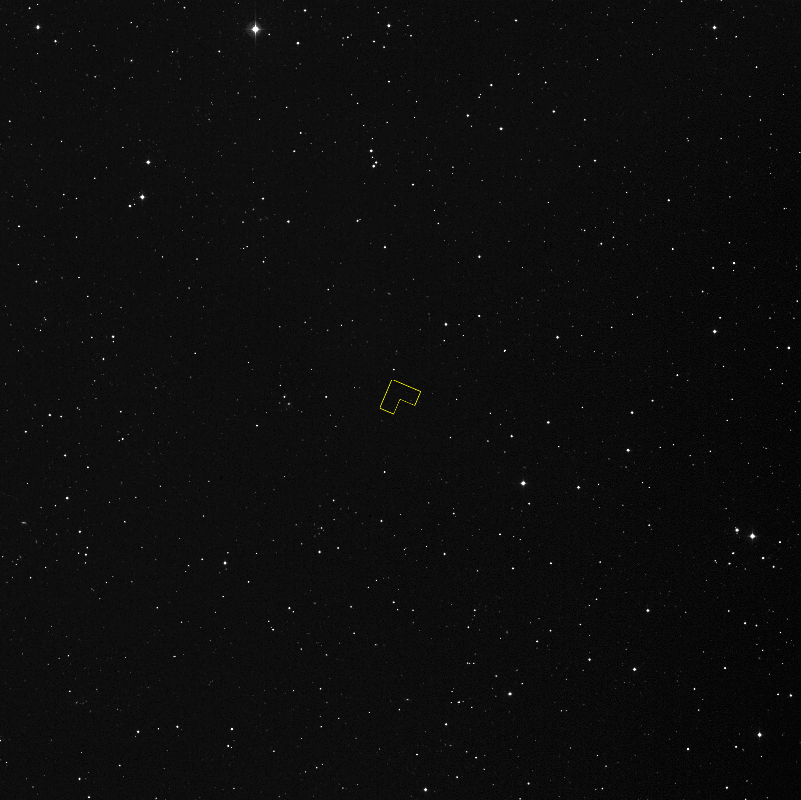
HDFはこの差し渡し1度の画像の中央にある線で囲まれた部分である。この区域には特に目立つ特徴はないことが分かる。

観測対象として選ぶ領域はいくつかの基準を満たしている必要があった。まず、我々の銀河系の円盤面上にある塵や暗い物質により遠方の銀河の観測が妨げられるため、目標とする領域は銀河系面から遠い、銀緯の高いところでなければならない。目標とする領域は、深宇宙にある天体の様々な波長での研究を容易にするため、既知の明るい可視光源（手前にある恒星など）や、赤外線、紫外線、X線の放射を避ける必要があった。また、冷たい水素ガスの雲（HI領域）の中にある暖かい塵の雲からのものと考えられている、巻雲状の背景赤外線放射(シラス)が弱い領域である必要もあった。
これらの条件から、目標領域として選択できる範囲はかなり絞られる。さらに、目標領域は、ハッブル宇宙望遠鏡の軌道上で地球や月に掩蔽されない「継続観測領域」(continuous viewing zones、CVZs)の中にあるべきだと決められた。作業部会は、ケック望遠鏡やキットピーク国立天文台の望遠鏡、超大型干渉電波望遠鏡群(VLA)といった北半球にある望遠鏡が追跡調査観測ができるように、北半球のCVZに絞ることを決めた。
これらの条件を全て満たす20の領域がまず確認され、その中でも最適な領域の候補が3つ選ばれた。それらは全ておおぐま座にあった。電波によるスナップ写真観測から、これらの領域のうちまず1つが電波の放射源を含むとして除外された。残った最後の2つの領域のどちらにするかの決定は、視野の近くに恒星の追尾に使える星があるかということを元にして行われた。ハッブル宇宙望遠鏡は通常、露出中に望遠鏡の高精度ガイドセンサーが固定追尾できる近接した恒星のペアを必要とするが、HDF観測の重要性を考えると、2組目の予備のガイド星が必要だった。最終的に選ばれた領域は、赤経12h36m49.4s、赤緯+62°12′48″に位置しており、領域の幅は2.6arcminでその面積は5.3 arcmin2である。

## 観測

この図に示すように、HDFはハッブル宇宙望遠鏡の北半球継続観測領域に位置している。

観測する領域が決まったので、次は観測方法を開発する必要があった。重要な選択として、観測に使うべきフィルターの決定があった。WFPC2は48種類のフィルターを備えており、天体物理学的に興味深い特定のスペクトル線を分離する狭帯域フィルターや、恒星や銀河の色を研究するのに有用な広帯域フィルターが含まれている。HDFに使うことができるフィルターの選択は、それぞれのフィルターのスループット、すなわち、透過できる光全体の割合と、受信できるスペクトルの範囲に基づいて決められた。互いに干渉し合わず、できるだけ幅広い帯域を持つフィルターが望ましいとされた。
最終的に、波長の中心が300nm（近紫外線）、450nm（青色）、606nm（赤色）、814nm（近赤外線）の4種類の広帯域フィルターが選ばれた。ハッブル宇宙望遠鏡の探査装置の量子効率が300nmにおいては非常に低かったため、この波長での観測時のノイズは、宇宙の背景からのものではなくCCDからのものが大部分になった。つまり、この観測は、背景からのノイズが多く、他の帯域では観測の有効性に差し支えがでたときに行われた。
選ばれたフィルターでの対象領域の画像は連続10日に渡って撮影され、その間にハッブル宇宙望遠鏡は地球の周りを約150回公転した。それぞれの波長の総露出時間は300nmで42.7時間、450nmで33.5時間、606nmで30.3時間、814nmで34.3時間であった。宇宙線がCCD検出器にあたると明るい線が現れるため、それによる重大な影響からそれぞれの画像を守るために画像は342枚の別々のコマに分けて撮影された。また、さらに10回公転する間に別の観測機器による追跡観測を容易にするためにハッブル・ディープ・フィールド周辺の撮影も行った。

## データ処理

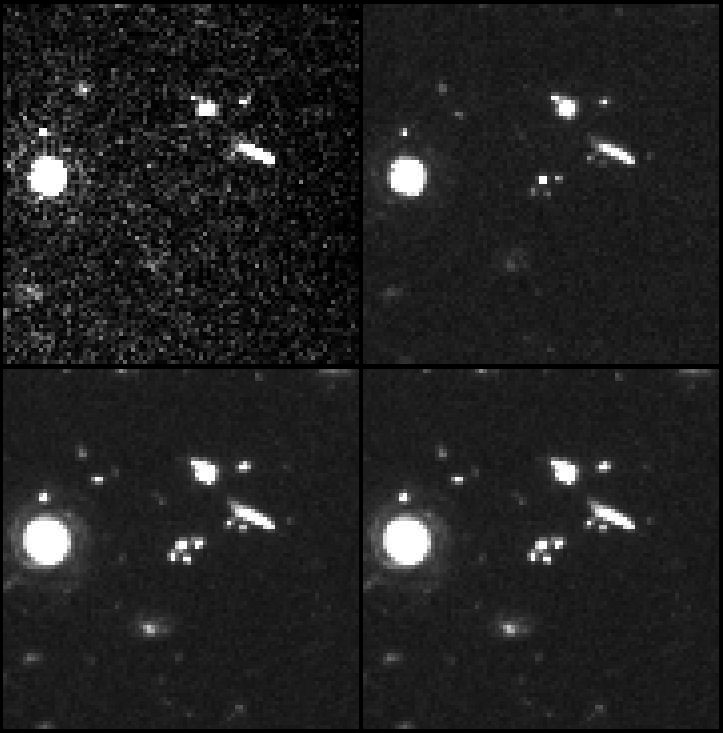
HDFの差し渡し14秒角の一部分。最終的な画像を得るために4つの波長の画像が合成されている。それぞれの画像の波長は、300nm（左上）、450nm（右上）、606nm（左下）、814nm（右下）である。

それぞれの波長で最終的な結合した画像を作るのは複雑な処理であった。露出中に宇宙線が衝突して生じた明るいピクセルは、同じ露出時間で撮影した別の画像と比較し、宇宙線の影響で生じたピクセルかそうでないかを確認して取り除かれた。元々の画像にはスペースデブリや人工衛星の軌跡も存在するが、これらも注意深く取り除かれている。
地球からの反射光が全体の4分の1のコマに明らかに存在し、Xの字のように映る。これは反射光に影響された画像を撮影し、影響されていない画像と並べて、影響されている画像から影響されていない画像を引くという方法で除去されている。結果として得られた画像はなめらかであり、それから明るいコマから減じられることもあった。この手順により、反射光に影響された画像から反射光をほぼ全て取り除くことができた。
342枚の画像それぞれから宇宙線や反射光の影響が取り除かれたので、次に結合しなければならない。科学者たちは、1対のコマの間で望遠鏡の向きを絶えず変える「drizzling」と呼ばれる技法を開発したHDFの観測に参加していた。WFPC2のCCDチップのそれぞれのピクセルには、直径0.09秒の範囲が記録されるが、コマの間で望遠鏡の向きが少し変わることにより、結果として得られた画像は複雑な画像処理技術を用いて結合され、最終的な角分解能はこの値より良くなる。HDFの画像では、それぞれの波長で最終的なピクセルの大きさは0.03985秒角になっている。
ハッブル宇宙望遠鏡で撮影された画像は白黒画像であり、元から色が付いていたというわけではない。元々の白黒画像から、それぞれを赤、緑、青などに割り当てて1枚のフルカラー画像として合成して現在公開されているような画像ができている。

## ディープ・フィールドの内容
最終的な画像は1996年1月にアメリカ天文学会の会議のもと公開され、遠くかすかな銀河について非常に多くのことが明らかになった。この画像の中に約3000個の銀河を識別することができ、不規則銀河や渦巻銀河の渦巻腕がはっきりと認められる銀河、赤方偏移が大きいライマンブレーク銀河などが見られる。HDFには手前の銀河系内の矮星や準矮星が全部で30個程度含まれていると考えられているが、それ以外の視野内の圧倒的多数の天体は遠方の銀河である。
HDFにはおよそ50個の青い不明な天体が写っている。天文学者たちは当初これらの点状の天体の一部が白色矮星である可能性は低いと判断した。しかし、より最近の研究から、白色矮星には年を取ると青くなるものも多いことが発見され、HDFに白色矮星が含まれている可能性があるという考えにも根拠が生まれている。

## 科学的成果

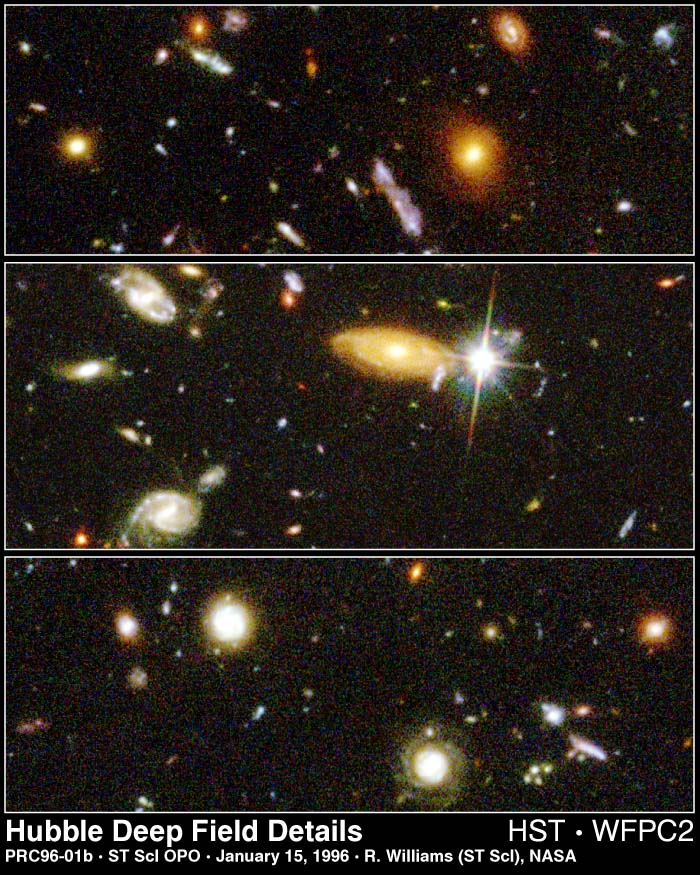
HDFの詳細画像から、遠方の宇宙にある銀河の形、大きさ、色が多様性に富んでいることが分かる。

HDFは宇宙学者たちに極めて豊富な分析材料を提供し、2021年までに、天文学に関する文献にHDFに基づいた1000以上に及ぶ論文が発表されている。最も基礎的な発見は、大きな赤方偏移の値を持っている銀河が多く見つかったことである。
宇宙が膨張するのにともなって、より遠くにある天体は地球からより速く遠ざかる。これはハッブル=ルメートルの法則と呼ばれており、それに基づいた銀河の後退はハッブル流と名付けられている。非常に遠い銀河からの光はドップラー効果の影響を著しく受け、我々が遠方の銀河から受ける光は元々の光より赤くなる。非常に高い赤方偏移の値を持つクエーサーは知られていたが、赤方偏移の値が1より大きくなる（波長が元の2倍になる）銀河は、HDFの画像が得られるまでは非常に少数しか知られていなかった。しかし、HDFには、赤方偏移の値が2.5（波長が元の3.5倍になる）に達する53W002などの銀河が含まれている。赤方偏移のため、HDFの中でもかなり遠くにある天体は実際にはこのハッブル宇宙望遠鏡の写真では見えない。それらはハッブル宇宙望遠鏡に後に搭載されたNICMOSのHバンド(1.6μm)のフィルターを用いて長い波長で撮影された画像から発見されたものである。この天体はz=9に及ぶライマンブレーク銀河である可能性がある。
HDFの銀河には、我々の銀河系の近くの宇宙に比べて、他の銀河の影響を受けた銀河や特異銀河が明らかに高い割合で含まれている。初期の宇宙は現在よりかなり小さく銀河の衝突と合体はより頻繁に起こっていたため、これらの特異銀河は主に銀河同士の合体・衝突で起こった可能性が高い。
異なる進化段階にある銀河が豊富にあるため、宇宙の生涯にわたっての星形成率がどう変動するかを推定することが可能になっている。HDFに映っている銀河の赤方偏移の値の推定はまだ不完全であるが、星形成率が最大になるのは赤方偏移z≒1.5のときである。
HDFから得られたその他の重要な成果としては、手前の星が極めて少数しか存在しなかったことがある。天文学者たちは長年にわたって、見つけられないが観測によると宇宙の95%以上を占めていると推測されるいわゆるダークエネルギー、暗黒物質と呼ばれるものに困惑してきた。ある理論では、暗黒物質には銀河の外部にある赤色矮星や褐色矮星、自由浮遊惑星などの暗いが質量の大きいMACHOと呼ばれる天体が含まれていると考えられていた。しかし、HDFにより、銀河系のハローにはMACHOの中でも比較的検出可能な赤色矮星もそこまで多く存在するわけではないということが分かった。

## 別波長での観測
ライマンブレーク銀河のような赤方偏移の大きい銀河では可視光の範囲では観測できないことが多いため赤外線やサブミリ波による観測が行われた。赤外線宇宙天文台(ISO)の観測ではハッブル・ディープ・フィールド内の13の銀河について赤外線が観測された。このうち2つは恒星の光、あるいはシラスによるもの、11個は星形成に関連して放出されたものであると考えられている。また、スピッツァー宇宙望遠鏡も赤外線で観測を行った。サブミリ波での観測はジェームズ・クラーク・マクスウェル望遠鏡に搭載された観測機器SCUBAにより行われ、5つのサブミリ波源らしきものが検出された。また、日本の国立天文台が管理するすばる望遠鏡でも複数の波長での観測が行われた。
チャンドラX線観測衛星の観測ではハッブル・ディープ・フィールド内に6つX線源があることが明らかになった。観測されたX線源のうち、CXOHDFN 123648.2+621309、CXOHDFN 123655.5+621311、CXOHDFN 123657.0+621301の3つが楕円銀河、CXOHDFN 123641.9+621131が渦巻銀河、CXOHDFN 123646.4+621404が活動銀河核でCXOHDFN 123651.8+621221についてはよく分かっていないが塵によって赤くなっていると考えられている天体である。
超大型干渉電波望遠鏡群(VLA)を用いた研究では8.5GHzでの観測でハッブル・ディープ・フィールド内の7つの電波源が明らかになり、うち全てが可視光でも確認されていた天体であった。ジョドレルバンク天文台の運営するMERLINとVLAでは1.4GHzで観測が行われた。この研究でHDF周辺部を含めて91の電波源が特定され、うち16がハッブル・ディープ・フィールド内にあった。また、ヨーロッパVLBIネットワークでも1.6GHzで電波源の観測が行われた。

## ハッブル宇宙望遠鏡による次の観測

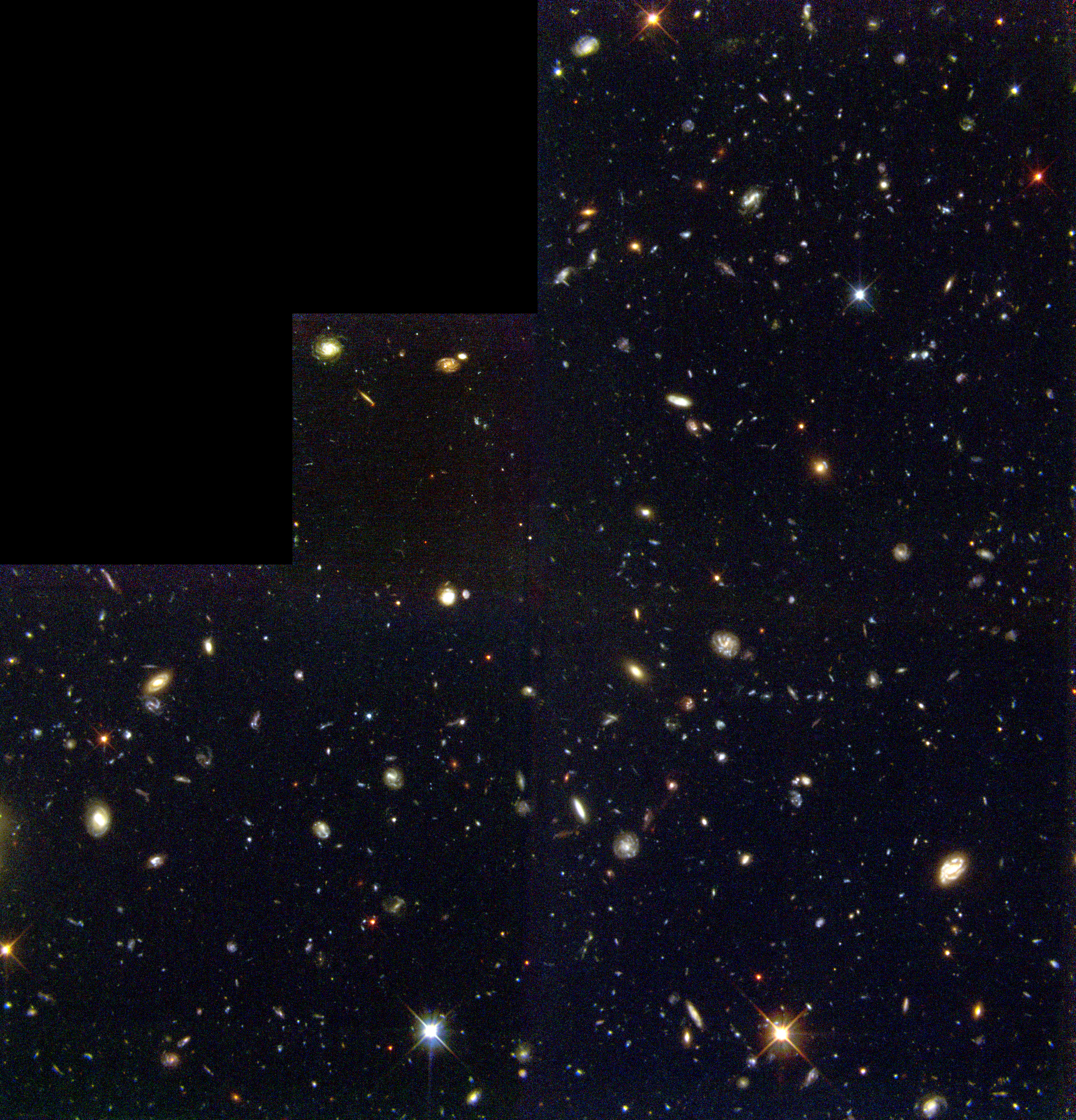
ハッブル・ディープ・フィールド・サウスは元々のHDFと非常によく似て見える。このことは宇宙原理を実証している。

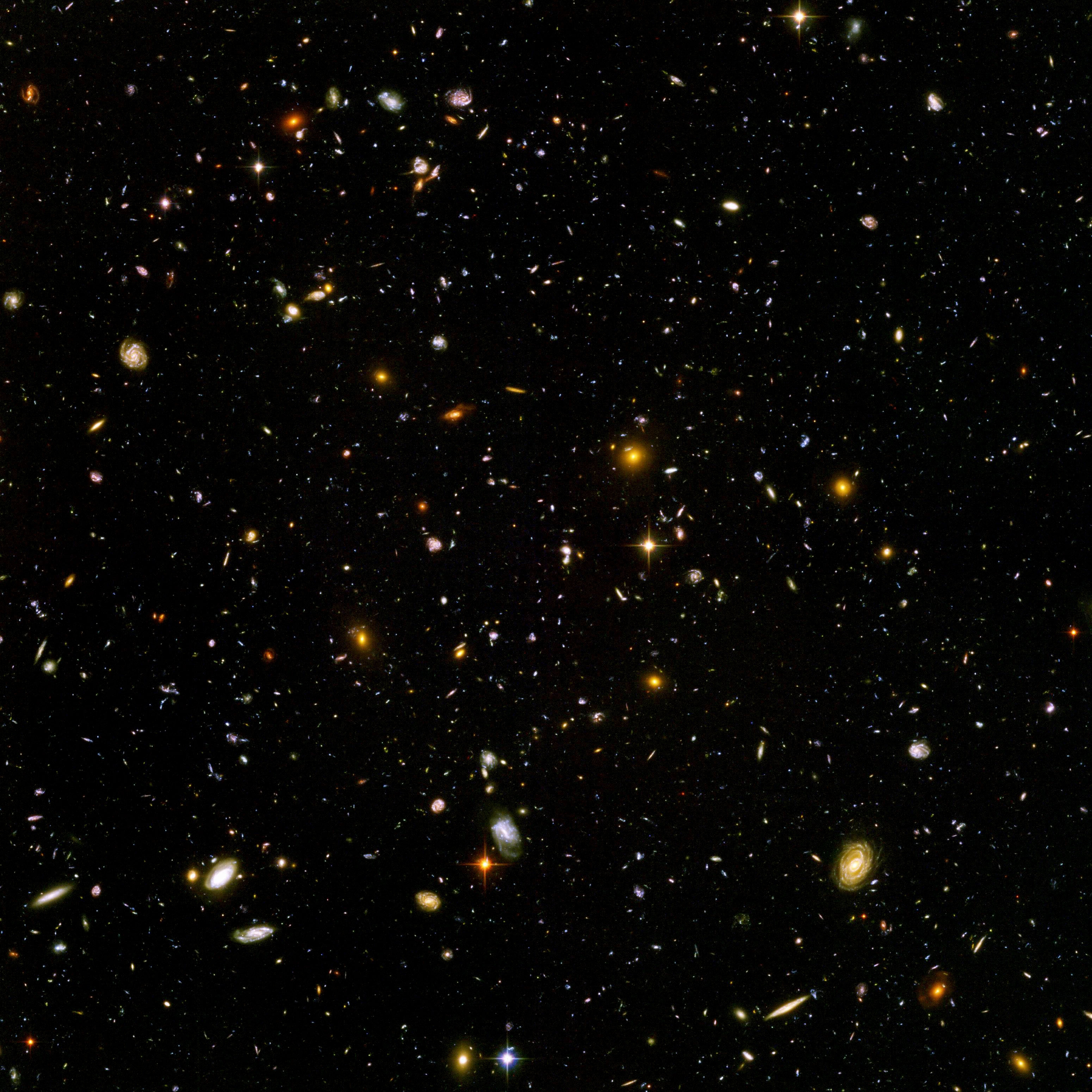
ハッブル・ウルトラ・ディープ・フィールドはこれをさらに強化したものである。およそ100個の最も小さく赤い銀河のには、今まで光学望遠鏡で撮影された中で最も遠方の銀河も含まれている。

1998年には、ハッブル・ディープ・フィールド・サウス(HDF-S)と呼ばれる、HDFと同等の画像が南天で作られた。同じような観測方法を用いて作られたため、HDF-Sは元々のHDFと一見して極めて似たものとなっている。これは宇宙が大きな規模では均質であるという宇宙原理を支持する結果である。HDF-Sは1997年にハッブル宇宙望遠鏡に搭載された宇宙望遠鏡撮像分光器(STIS)とNICMOSを用いて観測された。また、同年12月にWFPC2を用いて2回目のHDFの観測が行われ、それにより超新星が2つ発見された。
その後には複数の宇宙望遠鏡から成る深宇宙探査、GOODSによりHDFの30倍広い領域が撮影された。さらに2002年にハッブル宇宙望遠鏡に搭載された掃天観測用高性能カメラ(ACS)により2004年には10000もの銀河が含まれるハッブル・ウルトラ・ディープ・フィールド(HUDF)が撮影された。HUDFは2009年には近赤外線でも観測され、130億光年以上先にある天体、UDFj-39546284が発見された。
2012年には、エクストリーム・ディープ・フィールド(XDF)と呼ばれる画像が公開された。この画像は、HUDFの中央を10年以上にわたって撮影した物を合成したもので、総露光時間200万秒（約23日）にも及ぶ。この画像には、渦巻銀河から、銀河衝突の残骸でもう新しい恒星を生むことのない赤色の巨大銀河まで、約5500個の銀河が写っている。